# A União (Angra do Heroísmo)
A União MH M foi um periódico diário açoriano, publicado na ilha Terceira.
Com redação na cidade de Angra do Heroísmo, constituía-se num veículo de informação regular sobre a Terceira e o arquipélago em geral. O jornal, propriedade da Diocese de Angra do Heroísmo e ilhas dos Açores, chegou pela última vez às bancas a 31 de Dezembro de 2012.